# Хайнинген (Нижняя Саксония)
Хайнинген (нем. Heiningen) — община в Германии, в земле Нижняя Саксония.
Входит в состав района Вольфенбюттель. Подчиняется управлению Одервальд. Население составляет 664 человека (на 31 декабря 2010 года). Занимает площадь 8,41 км².
| Год  | Население |
| ---- | --------- |
| 1990 | 597       |
| 1995 | 616       |
| 2000 | 719       |
| 2005 | 759       |
| 2010 | 671       |